# Plechotice
Plechotice (in ungherese Pelejte) è un comune della Slovacchia facente parte del distretto di Trebišov, nella regione di Košice.